# Ryukyurødhals
Ryukyurødhals (latin: Larvivora komadori) er en fugleart, der lever på Ryukyuøerne.